# Bodião-pigmeu-de-Tanaka
O bodião-pigmeu-de-Tanaka (Wetmorella tanakai), é uma pequena espécie de bodião nativo do Oceano Pacífico, podendo ser encontrado entre os 10 a 30 metros de profundidade em recifes de corais. Assim como outros membros do gênero Wetmorella, é um peixe tímido, vivendo entre fendas de rochas e corais, suas listras o ajudam a se camuflar para predar pequenos invertebrados, como copépodes. A etimologia do epíteto tanakai, vêm da homenagem ao aquarista japonês Hiroyuki Tanaka, que doou os espécimes paratípos para serem descritos. Antes de sua descrição oficial, eram identificados como Wetmorella albofasciata (bodião-pigmeu-listrado), mas o que os diferencia são os padrões de listras pelo corpo, além da quantidade de raios das barbatanas.
É uma espécie nativa do Oceano Pacífico, podendo ser encontrado em Komodo, Indonésia para as Filipinas, em Cebu, Batangas e Visayas, recentemente reportado na Papua Nova Guiné e Fiji.